# شيعان (السدة)

تعديل مصدري - تعديل

شيعان هي إحدى قرى عزلة بني العثمانيين بمديرية السدة التابعة لمحافظة إب، بلغ تعداد سكانها 688 نسمة حسب تعداد اليمن لعام 2004.